# Fínnachta Fledach
Fínnachta Fledach mac Dúnchado (mort en 695) Ard ri Érenn de 675 à 695 fut l'un des plus puissants souverains d'Irlande du VIIe siècle. On l'identifie habituellement avec le « Snechta Fína » du Baile Chuinn Chétchathaig.

## Origine
Fínnachta ou Fínsnechtae Fledach mac Dúnchada est le fils du roi de Brega Dúnchad mac Áed Sláine († 659) du Síl nÁedo Sláine un des deux principaux clans des Uí Neill du Sud. Son père, Dúnchad mac Áeda Sláine était resté dans l'ombre de ses nombreux frères qui avaient accaparé le titre d'Ard ri Erenn au milieu du VIIe siècle. Fínsnechtae dont le surnom « Fledach » signifie « Festif » obtient le titre d’Ard ri Érenn après la défaite et la mort en 675 de son cousin-germain Cenn Fáelad mac Blathmac à la bataille d’Airchelair lieu situé peut être près de Dulane (Comté de Meath).

## Baile Chuinn Chétchathaig
L'un des textes les plus importants pour l'histoire primitive de l'Irlande aurait été composé pendant le règne de Fínsnechtae et à sa demande; Il est donc le premier roi d'Irlande que l'on peut considérer comme ayant patronné la littérature; et peut-être n'est-ce pas un hasard si la littérature vernaculaire irlandaises semble avoir été florissante à la fin du VIIe siècle.
Le texte connu sous le titre de Baile Chuinn Chétchathaig (c'est-à-dire la frénésie de Conn), prétend être une prophétie proférée par l'ancêtre des Connachta et des Uí Néill, Conn Cétchathach. Conn déclare qu'après avoir bu « la bière de la souveraineté », il énumère une liste des rois que l'on peut comparer avec les autres listes royales de souverains de Tara.
La partie de la liste qui n'a pas de relation claire avec les listes issues d'autres sources se termine avec Fínsnechtae; et  même s'il y a beaucoup de modifications dans le texte jusqu'à ce point, après Fínsnechtae nommé « Snechta Fína », le document devient particulièrement obscur. Ces inclusions et omissions concerne aussi le règne de Fínsnechtae ; la liste omet plusieurs rois issus du Cenél Conaill, ses plus dangereux rivaux parmi les autres lignées d'Uí Néill, et elle occulte également son cousin-germain et prédécesseur. Quand la liste vient à évoquer Lóegaire mac Néill, supposé avoir été Ard ri Erenn lorsque Patrick effectue sa mission, elle insiste sur les paroles de moquerie proférées par Lóegaire en vaine opposition à la nouvelle religion. Cette connexion du Baile Chuinn avec le récit du voyage de mission de Patrick a été écrite par l'évêque Tírechán, pendant la dernière décennie du règne de Fínsnechtaen. Un des objectifs centraux de Tírechán est de forger une alliance entre les rois de Brega et la communauté de St Patrick. Il insiste avec emphase sur la continuité de trois sites : Domnach Pátraic (Donaghpatrick), « l'église de Patrick », l'assemblée royale de Tailtiu, et la forteresse dee Ráith Airthir, tous situés à peu de distance de la « vallée des Eaux Noires » à l'est de Kells.

## Règne

### Établissement de son pouvoir
L’année suivant son accession au trône, il détruit Ailech Frigrenn 676. S’il s'agit bien d’Ailech (Comté de Donegal) la résidence royale du Cenél nEógain c'est le signe d’une suprématie sur les Uí Neill du Nord. Fínnachta doit ensuite repousser une offensive de Fiannamail mac Mael Tuile Uí Máil roi de Leinster près de Lagore en 677 et battre en 678 au combat de Tailtiu, Becc Bairrche roi d’Ulaid.
Selon le Chronicon Scotorum Fínnachta serait responsable de l’assassinat en 680 (Annales d'Ulster) de Fiannamail mac Mael Tuile et de celui de Diarmait Diann mac Airmedach Cáech roi d’Uisnech du Clan Cholmáin des Uí Neill du Sud. en 689 ,.

### Invasion northumbrienne
Le plus dramatique incident du règne de Fínnachta est une invasion de son royaume de Brega par une armée de Northumbriens. En juin 684, l’Irlande doit subir pour la première fois à une invasion des Angles dirigés par le duc Berthred un chef de guerre du roi Ecgfrith de Northumbrie. Les causes de cette agression qui visait le royaume de Brega cœur du pouvoir de Fínnachta ne sont pas claires. Bède et les chroniques d'Irlande s'offusquent que lors de cette expédition les églises comme les sites laics soient attaqués. Selon Bède, cette agression injustifiée est vengée par la mort d'Ecgfrith tué par les Pictes lors de la Bataille de Nechtansmere en 685. Bède ajoute qu'Ecgberht, un pèlerin angle, personnage qui avait fait le vœu de vivre une existence ascétique en exil en Irlande, aurait tenté de dissuader Ecgfrith de perpétuer cette attaque sur Brega, ce qui implique qu'il savait à l'avance qu'elle allait avoir lieu. De nombreux captifs furent capturés, peut-être comme otages pour obliger Fínnachta à se soumettre. Trois causes sont envisagées :
- simple expédition de pillage et de prises d’otages. Soixante capturés à cette occasion seront d’ailleurs libéré après la mort d'Ecgfrith par l’abbé d’Iona Ádomnan en 687[9] et son ami le nouveau roi Aldfrith de Northumbrie.
- poursuite des bandes de guerriers brittoniques qui opéraient alors dans le nord-est de l'Irlande.
- intimidation vis-à-vis Aldfrith ou Flann Fina un demi-frère d'Ecgfrith, et éventuel prétendant au trône de Northumbrie qui à demi-irlandais, étudiait alors dans un monastère de l’île.

### Fin de règne et mort
En 688, Fínnachta se retire temporairement dans un monastère pour une raison inconnue mais il reprend le pouvoir dès l’année suivante. En 695 Fínnachta Fledach doit faire face à la révolte de deux membres du Síl nÁedo Sláine :
- Áed mac Dlúthaig mac Aillil mac Áed Sláine du Fir Chúl Breg.
- Congalach mac Conaing Cuirre mac Congal mac Áed Sláine des Uí Chonaing.

Fínnachta Fledach est assassiné sous sa tente à Grellach Dollaig avec son fils ainé Bressal. Le roi est tué par des rivaux issus d'autres lignées des Uí Néill de sa propre dynastie, peut-être du fait de son intérêt pour la « vallée des Eaux Noires », attesté par Tírechán, qui constituait une menace à leur propre autorité sur cette région.
Congalach mac Conaing Cuirre († 696) devient alors roi de Brega pendant que Loingsech mac Óengusa du Cenél Conaill des Uí Neill du Nord devient Ard ri Érenn après un interrègne d'un an.

## Famille et descendance
Selon Ban-Shenchus du XIIe siècle Fínnachta aurait épousé Derbfhorgaill, fille de Congal Cennfota mac Dúnchada  du Dál Fiatach, roi d'Ulaid qui est tué en 674 par un rival dynastique Bécc Bairrche mac Blathmaic; Fínnachta bat lui-même Bécc en 679, ce qui confirme peut-être la notice du XIIe siècle relative à cette union.
En effet les généalogies mentionnent comme épouse du roi ; Conchenn, une autre fille de Congal Cennfhota mac Dunchad roi d'Ulaid ou de Cellach Cualann des Uí Máil. Elles précisent également le nom de trois de ses fils :
- Bressal, tué aux côtés de son père en 695.
- Cathal
- Aillil, tué en 718[14].

## Sources
- (en) T. M. Charles-Edwards, « Fínsnechtae Fledach mac Dúnchada (d. 695), », Oxford Dictionary of National Biography, Oxford University Press, 2004.
- (en) Edel Bhreathnach, The kingship and landscape of Tara. Pages 201,202 & 203 et Le Síl nÁedo Sláine, Table 6 pages 346 & 347 Editor Four Courts Press for The Discovery Programme Dublin (2005)  (ISBN 1851829547)
- (en) Gearóid Mac Niocaill, Ireland before Vikings, Dublin, Gill & Macmillan, 1972, 172 p., p. 101,107-110,150,151
- (en) Dictionary of Irish Biography article de Ailbhe  Mac Shamhrain, Finshnechtae Fledach
- (en) C.E.L.T. Annales d'Ulster